# Matija Kvasina
Matija Kvasina (Nova Gradiška, 4 de diciembre de 1981) es un ciclista croata.
En julio de 2017 se hizo público un positivo por EPO durante la Flèche du Sud y se le anularon todos los resultados que había logrado desde entonces.

## Palmarés
| 2004 - Campeonato de Croacia Contrarreloj 2005 - Campeonato de Croacia en Ruta - Vuelta a Serbia, más 1 etapa 2006 - Campeonato de Croacia Contrarreloj - Praga-Karlovy Vary-Praga 2007 - Campeonato de Croacia Contrarreloj - Clásica Belgrado-Čačak - 1 etapa de la Carrera de la Solidaridad - 3.º en el Campeonato de Croacia en Ruta 2008 - Campeonato de Croacia Contrarreloj - Vuelta a Serbia 2010 - Campeonato de Croacia Contrarreloj - Gran Premio Südkärnten 2011 - Central European Tour Miskolc G. P. - Bania Luka-Belgrado II - 2.º en el Campeonato de Croacia Contrarreloj - 3.º en el Campeonato de Croacia en Ruta | 2012 - Tour de Rumania, más 1 etapa - 3.º en el Campeonato de Croacia Contrarreloj - 2 etapas del Tour de Szeklerland 2013 - Campeonato de Croacia Contrarreloj - 1 etapa de la Okolo Jiznich Cech 2014 - Rhône-Alpes Isère Tour - 3.º en el Campeonato de Croacia en Ruta 2015 - Campeonato de Croacia Contrarreloj - 3.º en el Campeonato de Croacia en Ruta 2016 - Tour de Croacia - Campeonato de Croacia Contrarreloj \| Resultados anulados desde el 24 de mayo de 2017 al 4 de julio de 2017 \| \| --------------------------------------------------------------------------------------------------- \| \| 2017 - Flèche du Sud - Campeonato de Croacia Contrarreloj - 2.º en el Campeonato de Croacia en Ruta \| |
| Resultados anulados desde el 24 de mayo de 2017 al 4 de julio de 2017 | |
| 2017 - Flèche du Sud - Campeonato de Croacia Contrarreloj - 2.º en el Campeonato de Croacia en Ruta | |